# 最後の晩餐 (レオナルド)
『最後の晩餐』（さいごのばんさん、伊: L'Ultima Cena, 略称 : Il Cenacolo）は、レオナルド・ダ・ヴィンチの作品の一つ。キリスト教の新約聖書のうちマタイによる福音書第26章 やヨハネによる福音書第13章 等に記されているイエス・キリストと12使徒による最後の晩餐を題材としたもので、「12使徒の中の一人（イスカリオテのユダ）が私を裏切る」とキリストが予言した時の情景が描かれている。
絵は、ミラノにあるサンタ・マリア・デッレ・グラツィエ修道院の食堂に描かれたもので、420 × 910 cm の巨大なものである。レオナルドは1495年から制作に取りかかり、1498年に完成している。ほとんどの作品が未完とも言われるレオナルドの絵画の中で、数少ない完成した作品の一つであるが、フレスコ技法ではなく、乾いた漆喰にテンペラで描かれたことや所在する環境から最も損傷が激しい絵画としても知られている。また、遅筆で有名なレオナルドが、3年という彼にしては速いペースで仕上げた。「レオナルド・ダ・ヴィンチの『最後の晩餐』があるサンタ・マリア・デッレ・グラツィエ教会とドメニコ会修道院」として、世界遺産に登録されている。
レオナルドは遠近法、明暗法、解剖学の科学を駆使し、それまでとはまったく違った新しい芸術を生み出した。

## 画風・構図

### 構図
絵画は当時食堂だった部屋の壁面に描かれており、床から2m程の高さから上に描かれている。一点透視図法を用いて部屋の様子が立体的に描かれており、ある位置から見ると、絵画の天井の線と実際の壁と天井との境目がつながり、部屋が壁の奥方向へと広がって見えるよう描かれている。絵の下端に床の縁のようなものが描かれており、絵の部屋の形状が異様なことから、最後の晩餐の様子を演じた舞台の様子として描いているとも言われる。なお、晩餐の画面の上方にある、紋章や花綱が描かれたリュネット（半月形の装飾）もレオナルドの筆である。
一点透視図法の消失点は、中央にいるキリストの右のこめかみの位置にあり、洗浄作業によってこの位置に釘を打った跡が見つかった。 こめかみの位置に釘を打ち、そこから糸を張ってテーブル、天井、床などの直線を描いたと考えられている。12人の弟子はキリストを中心に 3人一組で描かれており、4つのグループがほぼ等しい幅を持つよう左右に等しく配置されている。これらの配置はまた、背景の分割によってより明確になるよう描かれている。キリストの顔や手などには未完成と思われる部分もある。弟子たちは顔よりも手の形によって表情が表現されており、様々な手の表現がこの絵画の大きな特徴の一つである。

### 人物の同定

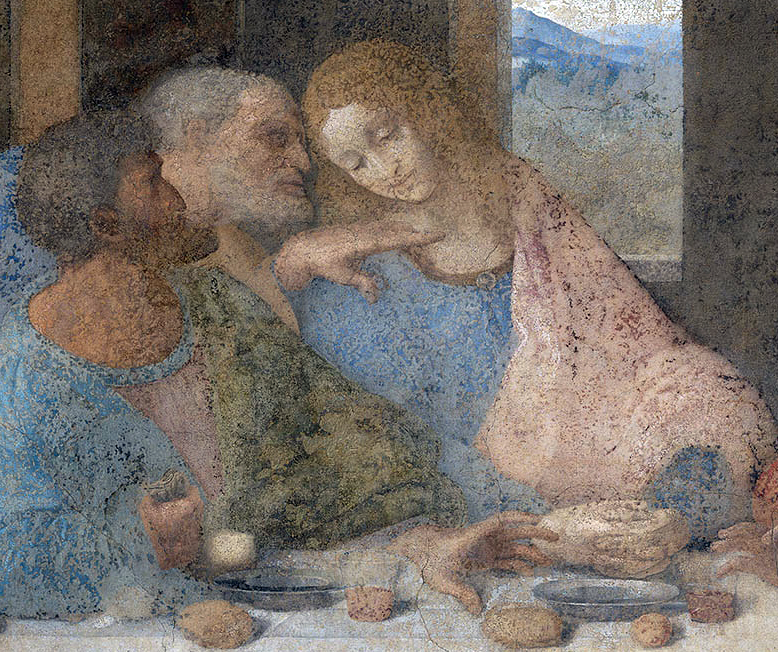
使徒ヨハネ (右)

キリストの向かって左の人物は定説では使徒ヨハネとされる。他の使徒（弟子）がキリストの言に驚いて慌てた仕草をしているのに対してこの人物は（モナリザのように）手を組んで落ち着き、哀しそうな顔をしているようにみえる。また青い服に薄赤のマントの人物はペトロの言葉に耳を傾けるように描かれており、ヨハネによる福音書13章23-24節の、ペトロがヨハネに問いかけている場面を絵画化したと見るのが穏当であろう。ただし同書で同人物は「イエスの愛しておられた弟子」と記載されており「ヨハネ」の名は無い。
描かれている人物は、以下のように同定するのが通説である（向かって左から、顔の位置の順番に記す）。
- バルトロマイ - テーブルの左端、つまりイエスからもっとも離れた位置におり、イエスの言葉を聞き取ろうと立ち上がった様子に描かれている。
- 小ヤコブ - イエスと容貌が似ていたとされる使徒。左手をペトロの方へ伸ばしている。
- アンデレ - 両手を胸のあたりに上げ、驚きのポーズを表す。
- イスカリオテのユダ - イエスを裏切った代償としての銀貨30枚が入った金入れの袋を握るとされる。ただし、マタイによる福音書では、イエスを引き渡した後で銀貨を受け取ることになっていたが、レオナルドは、聖書にある「手で鉢に食べ物を浸した者が、わたしを裏切る」の表現が難しかったためではないかと言われている。
- ペトロ - 身を乗り出し、イエスの隣に座るヨハネに何か耳打ちしている。
- ヨハネ - 十二使徒のうちもっとも年少で、聖書では「イエスの愛しておられた者がみ胸近く席についていた」と記されている。中性的顔立ちと『ダ・ヴィンチ・コード』の影響からか女性と思われがちでマグダラのマリアではないかという説が浮上したが、それはこの作品を問わずレオナルドに良く見られる画風である。（ヨハネによる福音書13章23節）
- イエス
- トマス - 大ヤコブの背後から顔を出しており、体部は画面ではほとんど見えない。右手の指を1本突き立てているのは、「裏切り者は1人だけですか」とイエスに問い掛けている姿と解釈されている。左手はよく見るとテーブルの上に置かれている。
- 大ヤコブ - 両手を広げ大袈裟な身振りをしている。
- フィリポ - 両手を胸にあて、イエスに訴えかけるような動作をしている。
- マタイ - テーブル右端のマタイ、タダイ、シモンの3名は互いに顔を見合わせ、「今、主は何とおっしゃったのか」と問い掛けている風情である。イエスから離れた位置に座る彼らにはイエスの言葉がはっきりと聞こえなかったのかもしれない。
- ユダ (タダイ)
- シモン

### 表現
この時代までの最後の晩餐の絵画は、聖人には光背が描かれていた。また、12人の弟子（十二使徒）の中で裏切り者とされたユダは光背がなく、あるいは横長のテーブルに一人だけ手前側に座るなどの構図で明らかに区別されて描かれていたが、レオナルドは12人の弟子を等しくテーブルの奥側に配置し、光背も描かなかった。代わりに、キリストの背後に明るい外部の景色と（建築上は不要な）リュネットを描き、ユダの手には銀貨を入れた袋を持たせ、顔に陰をいれることで区別が図られている。なお、ユダの背後にはナイフを握った手が描かれている。この手はペトロの右手であるとするのが一般的であるが、オリジナル画面の剥落が激しいため、判然としない。そのため、「この手をこの向きにできる者はおらず、この手の持ち主は謎である」とする説もある。

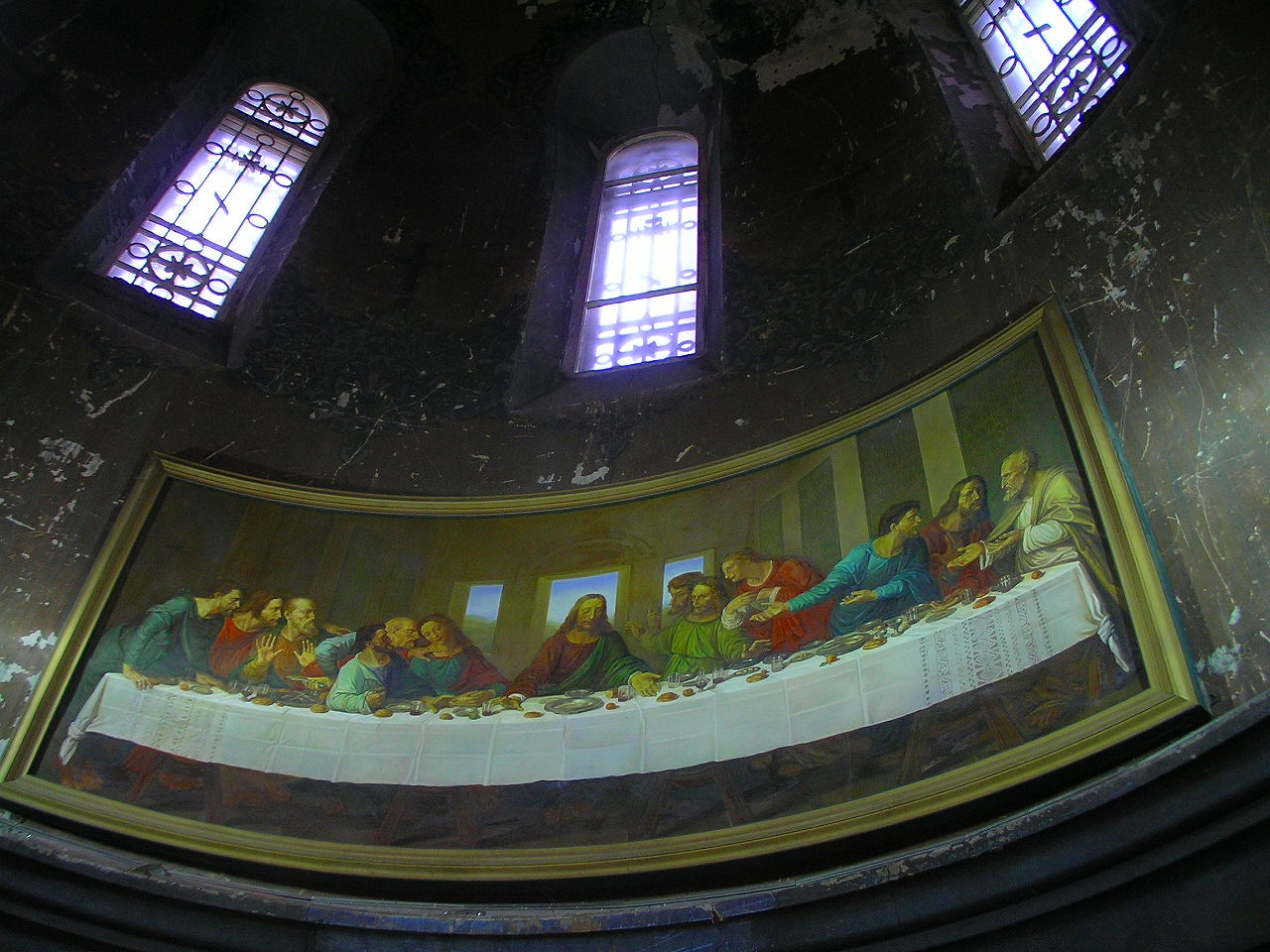
ハルビンの聖ソフィア大聖堂に見られる『最後の晩餐』のレプリカ

伝統的に赤い服とされていたキリストは、伝統に倣った容姿で中央に三角の構図で描かれ、3人一組となった弟子はそれぞれ台形の構図でキリストを囲むように描かれている。遠近法、背景、弟子の表情、手の動き、目線、配色、構図など、あらゆる点で中央のキリストに注目が集まるよう工夫がされている。
テーブルの上には、折り目のついたテーブルクロスが広げられ、大皿が3つ、それに取り分け用の小皿と、手洗い用の水を入れた皿（フィンガーボウル）、塩壺と思われる小型の容器、ナイフ（フォークはない）、ワインを入れた小さなグラスなどが置かれている。剥落のため、細部ははっきりしない部分もあるが、ワイングラスは（ユダの分も含め）13個置かれていることがわかる。20世紀末に行われた修復の結果、皿の上にあるのは魚料理であることが判明した。他に、丸型の食べ物と、レモンまたはオレンジと思われる果物（魚の風味をよくするためのものと思われる）が見られる。

## 技法
西洋絵画では、通常、壁画や天井画にはフレスコ画の技法を用いる。しかしこのレオナルドの『最後の晩餐』はフレスコ画ではない。フレスコ画は古代ローマ時代から用いられており、漆喰を塗り、それが乾ききる前に顔料を載せて壁自体をその色にする技法である。この技法で描いた絵画は壁や天井と一体化し、ほぼ永続的に保存される。しかし、漆喰と一体化するため、使用できる色彩に限りがあり、漆喰を塗ってから乾ききるまでの8時間程度で絵を仕上げる必要がある。重ね塗りや描き直しは基本的にできない。
レオナルドは作業時間の制約を嫌い、写実的な絵画とするために重ね塗りは必要不可欠であることから（本作では白黒で陰影を描いた後、上から色味を重ねる手法が多用されている）、完全に乾いた壁の上にテンペラ画の技法で描いた。テンペラは卵、ニカワ、植物性油などを溶剤として顔料を溶き、キャンバスや木の板などに描く技法であり（卵を使用せず、油を主たる溶剤にすれば油彩となる）、時間的制約は無く、重ね塗り、書き直しも可能である。テンペラや油絵は温度や湿度の変化に弱いため、壁画には向いていない。
レオナルドは、壁面からの湿度などによる浸食を防ぐために、乾いた漆喰の上に薄い膜を作りその上に絵を描いた。しかし、この方法は結果失敗し、湿度の高い気候も手伝い、激しい浸食と損傷を受ける結果となった。壁画完成から20年足らずで、レオナルドが存命中であった1510年頃には目に見えるほど顔料の剥離が進んでしまっていたことが、当時の記録からわかっている。

## 歴史
500年以上もの期間、この損傷を受けやすい絵画は失われずに残っている。しかし決して保存のための注意が払われてきたわけではない。描かれた当時からこの部屋は食堂として使用されており、食べ物の湿気、湯気などが始めにこの絵を浸食する原因となった。
16世紀から19世紀にかけて、損傷や剥離部分について複数回の修復および剥離部分の書き足しなどが行なわれた。大規模なものは5回記録されている。19世紀までの修復は修復者のレベルにばらつきがあり、あまり良い結果を生んでいない。
過去の修復者は画面の剥落を防ごうとして、ニカワ、樹脂、ワニスなどを塗布したが、結果的にはこれらを塗ったことによってますます埃やススが画面に吸い寄せられ、画面は黒ずみ、レオナルドのオリジナルの表現はわからなくなっていった。また、通気性の悪くなった画面には湿気がたまり、カビの発生を招いた。さらに、こうして塗られたニカワや樹脂がオリジナルの絵具もろとも剥離する現象もおき、修復がさらなる破壊を生むことにもなった。18世紀の修復では大規模な補筆が行われ、レオナルドの表現意図がいかなるものであったかが次第にわからなくなっていった。19世紀の修復家は壁画自体を壁からはがそうとして失敗し、壁面に大きな亀裂が走った。
また、17世紀には絵の下部中央部分に食堂と台所の間を出入りするための扉がもうけられ、その部分は完全に失われてしまった。17世紀末、ナポレオンの時代には食堂ではなく馬小屋として使用されており、動物の呼気、排泄物によるガスなどで浸食がさらに進んだ。この間、ミラノは2度大洪水に見舞われており、壁画全体が水浸しとなった。
1943年8月、ファシスト政権ムッソリーニに対抗したアメリカ軍がミラノを空爆し、スカラ座を含むミラノ全体の約43%の建造物が全壊する。その際にこの食堂も向かって右側の屋根が半壊するなど破壊されたが、壁画のある壁は爆撃を案じた修道士たちの要請で土嚢と組まれた足場で保護されていたこともあって奇跡的に残った。その後3年間屋根の無い状態であり、風雨にさらされないよう、また、壁だけで倒れないようそのまま土嚢を積まれてはいたが、この期間にも激しく損傷を受けている。建物は設計図が残っていたため、そのまま復元された。
制作当時に奇跡の絵画と呼ばれたが、以上のような経緯から、現在では存在自体が奇跡だと言われている。

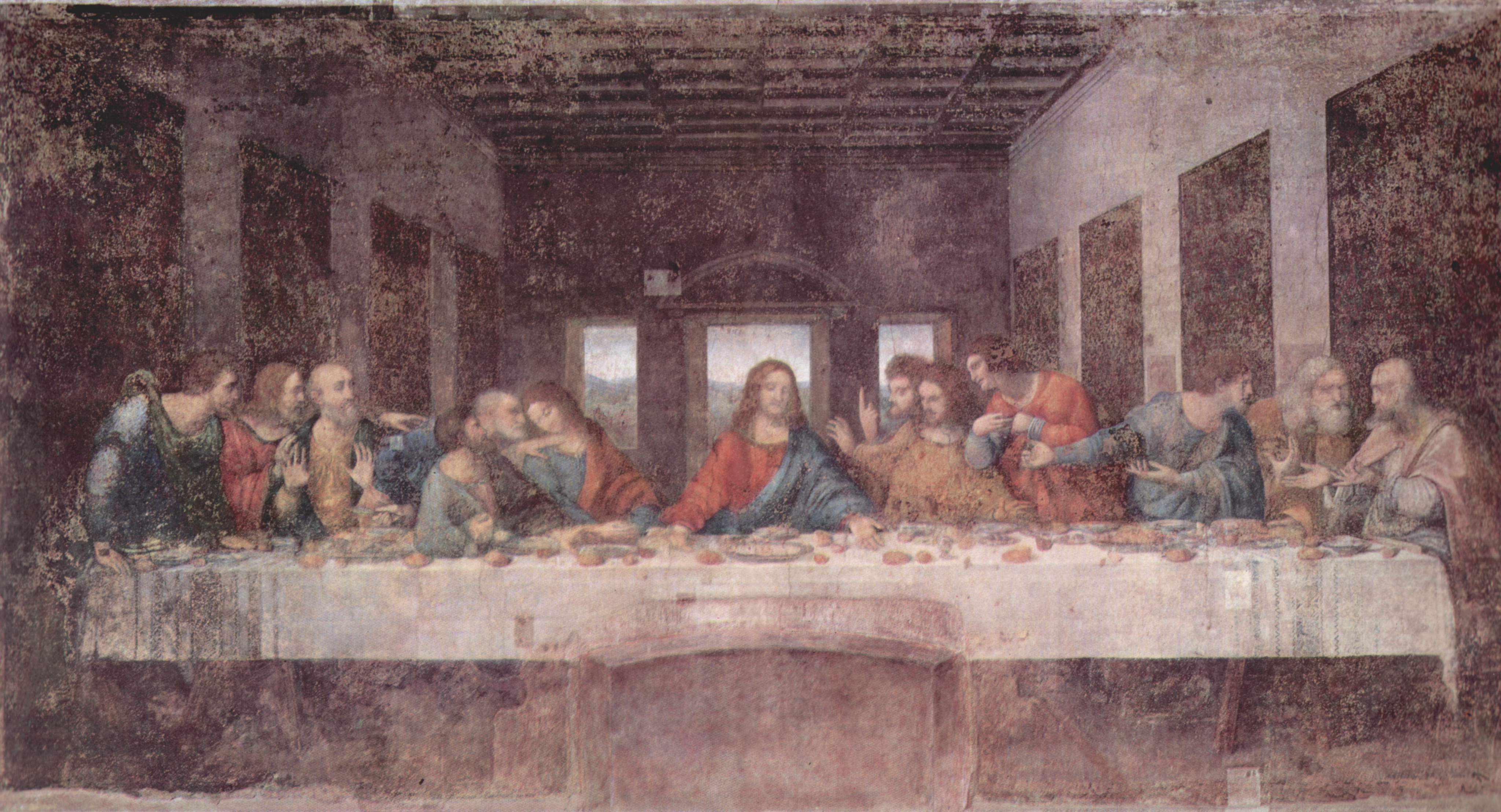
最後の晩餐（修復前）

## 20世紀の修復作業
上記のとおり、保存上の悪条件に加え、過去の修復が逆に剥離を進ませてしまったり、元々無かったものが書き足されるなどしたため、レオナルド自身が描いた絵がどの程度残っているのか20世紀後半まで不明であった。
1977年から1999年5月28日にかけて大規模な修復作業が行われた。これはミラノ芸術財、歴史財保存監督局によるもので、修復作業は修復家のピニン・ブランビッラ (Pinin Brambilla Barcilon) が一人で20年以上の歳月をかけて行なった。この修復は洗浄作業のみで、表面に付着した汚れなどの除去と、レオナルドの時代以降に行なわれた修復による顔料の除去が行なわれた。その結果、後世の修復家の加筆は取り除かれ、レオナルドのオリジナルの線と色彩がよみがえったが、オリジナルが全く残っていない箇所もかなりある。たとえば、イエスの向かって右に位置する大ヤコブの体部などは、オリジナルの絵具がほとんど失われ、壁の下地が露出している。
大塚国際美術館では修復前／後両方の陶版複製画を見る事が出来る。
なお、この修復で新たに分かったことが何点かある。
- 一点透視図法の消失点の釘跡 (前述)
- テーブルには魚料理が並んでいた[注釈 3]。
- キリストの口が開いていた。
- 背景の左右の壁にある黒い部分には花模様のタペストリがかけられていた。[注釈 4]

この事実と洗浄作業を元にNHKがCGでの絵画復元を試み、それに関する番組を1999年の修復完了直後に放送。番組の監修も務めたイタリア美術史家の片桐頼継によって書籍化もされた。
1980年には、これを所蔵する教会とともにユネスコの世界遺産 (文化遺産) 登録された。その後は複数の扉によって外気との接触を減らし、観光も人数制限などして保存活動がされている。

## 見学
画のある建物部分の入口は教会入口とは別で、見学は完全予約制で、数日前に予め電話をするかチケットの入手が必要。また、見学時は予約時間の30分以上前に到着の必要がある。教会の方は予約はいらない。
住所 : Piazza S. Maria delle Grazie 2, Milan
電話予約はイタリア語または英語が通じる。
- 電話番号 : 02 - 8942 - 1146
- 受付 : 月曜 - 金曜 9:00 - 18:00、土曜は - 14:00

ネット予約も可能
- Cenacolo Vinciano Milano
- Cenacolo Vinciano : CENACOLO VINCIANO

見学可能時間
- 火曜日 - 土曜日 : 8:15 - 19:00
- 日曜日 : 8:15 - 20:00
- 1/1、5/1、12/25は休館日

一グループ最大25人までで、見学は15分程度に制限される。また、会堂内にある柵の外側からの見学となる。見学時間は混雑状況によって多少差がある。
写真撮影は可能。
料金 : 一人 8ユーロ（入場料6.5ユーロ＋予約手数料1.5ユーロ）
行き方
- トラム16番が前を通る。
- 地下鉄1号線 コンチリアツィオーネ駅 (Conciliazione) 下車徒歩5分
- 地下鉄1号線、地下鉄2号線 カドルナ駅 (Cadorna) 下車徒歩15分

### デジタル見学
イタリアのデジタル画像処理会社HAL9000は、同社のウェブサイトに160-170億画素の画像を掲載している。